# Chambre antérieure de l'œil

Schéma anatomique de l'œil humain.

La chambre antérieure de l'œil est l'espace entre l'iris et la surface la plus interne de la cornée, l'endothélium. Elle est remplie d'humeur aqueuse. L'hyphéma et le glaucome sont deux des principales pathologies qui lui sont associées. En cas d'hyphéma, le sang remplit la chambre antérieure, pour un glaucome, le blocage du canal de Schlemm empêche l'écoulement normal de l'humeur aqueuse, ce qui entraîne une accumulation de liquide, l'augmentation de la pression intraoculaire, et finalement la cécité.
Une caractéristique particulière de la chambre antérieure est la réponse immunitaire atténuée[pas clair] à des greffes allogéniques, appelée par les anglophones anterior chamber associated immune deviation (ACAID), un terme introduit en 1981 par Streilein (en) et ses associés[réf. nécessaire].